# Pordoselene
Pordoselene (en griego, Πορδοσελήνη) era el nombre de una antigua colonia griega de Eólida así como de la isla donde se ubicaba y otra isla mayor situada enfrente de la primera. Esta última isla estaba deshabitada en época de Estrabón pero en ella se ubicaba un santuario de Apolo. Las islas y la ciudad de Pordoselene se localizan entre la isla de Lesbos y la costa de Asia Menor.
En la Historia de los animales de Aristóteles se cita Pordoselene para indicar que un camino formaba la frontera entre una zona de la isla que contenía comadrejas y otra zona que no las tenía. La ciudad es mencionada también en el Periplo de Pseudo-Escílax. Es dudoso si se trata de la ciudad ubicada por Heródoto en las llamadas «Cien Islas».
El topónimo «Nesos Pordoselene» (Νεσος Πορδοσελήνε) aparece mencionado en la lista de tributos a Atenas del año 422/1 a. C. pero existen diferentes opiniones sobre si Neso (o Naso, en dialecto eólico) y Pordoselene eran una única ciudad o si se trata de dos ciudades distintas. Por ello, se han propuesto como posibles ubicaciones de Pordoselene la pequeña isla de Maden Adası o la de Alibey Adası, más grande, aunque parece prevalecer la segunda posibilidad ya que la arqueología y la escasa fertilidad de Maden Adası no da muestras de que allí haya habido un asentamiento antiguo. Se conservan monedas de plata y bronce de Pordoselene fechadas en los siglos V y IV a. C.